# Nguyễn Danh Tú
Nguyễn Danh Tú (sinh ngày 16 tháng 10 năm 1981) là luật gia, chính trị gia nước Cộng hòa xã hội chủ nghĩa Việt Nam. Ông hiện là Ủy viên Thường trực Ủy ban Tư pháp của Quốc hội, Phó Chủ tịch Nhóm đại biểu Quốc hội trẻ, Đại biểu Quốc hội khóa XV từ Kiên Giang. Ông từng là Đảng ủy viên Đảng ủy cơ quan Văn phòng Quốc hội, Giám đốc Trung tâm Nghiên cứu khoa học lập pháp của Viện Nghiên cứu lập pháp, kiêm Bí thư Đoàn cơ quan Văn phòng Quốc hội.
Nguyễn Danh Tú là đảng viên Đảng Cộng sản Việt Nam, học vị Cử nhân ngôn ngữ Anh, Tiến sĩ Luật, Cao cấp lý luận chính trị. Ông có sự nghiệp đều tập trung hoạt động ở ngành tư pháp, pháp luật.

## Xuất thân và giáo dục
Nguyễn Danh Tú sinh ngày 16 tháng 10 năm 1981 tại phường Thổ Quan, quận Đống Đa, thành phố Hà Nội, quê quán ở phường Hàng Bông, quận Hoàn Kiếm. Ông lớn lên và tốt nghiệp phổ thông ở Hà Nội, theo học đại học và có hai bằng cử nhân gôm Cử nhân tiếng Anh và Cử nhân Luật, theo học cao học rồi là nghiên cứu sinh ở Học viện Khoa học Xã hội, bảo vệ thành công luận án tiên sĩ đề tài "Giải quyết khiếu kiện hành chính trong điều kiện xây dựng Nhà nước pháp quyền ở Việt Nam", trở thành Tiến sĩ Luật vào năm 2013. Ông được kết nạp Đảng Cộng sản Việt Nam vào ngày 26 tháng 12 năm 2006, trở thành đảng viên chính thức sau đó 1 năm, từng theo học các khóa chính trị ở Học viện Chính trị Quốc gia Hồ Chí Minh và tốt nghiệp Cao cấp lý luận chính trị.

## Sự nghiệp
Tháng 9 năm 2003, sau khi tốt nghiệp đại học, Nguyễn Danh Tú làm việc tại Viện Khoa học Thanh tra của Thanh tra Nhà nước, nay là Thanh tra Chính phủ. Sang tháng 8 năm 2004, ông được điều chuyển tới Văn phòng Quốc hội, làm Chuyên viên Vụ Pháp luật, công tác 3 năm thì chuyển sang làm Chuyên viên Vụ Tư pháp, Văn phòng Quốc hội từ tháng 8 năm 2007. Trong giai đoạn này, ông cũng tham gia công tác Đoàn Thanh niên Cộng sản Hồ Chí Minh, là Ủy viên Ban Chấp hành Đoàn cơ quan Văn phòng Quốc hội. Tháng 1 năm 2011, ông được thăng Hàm Phó Vụ trưởng Vụ Tư pháp, là Thư ký của Ủy viên Ủy ban Thường vụ Quốc hội, Chủ nhiệm Ủy ban Tư pháp của Quốc hội là Ủy viên Trung ương Đảng Lê Thị Thu Ba của Quốc hội khóa XII và Nguyễn Văn Hiện khóa XIII. Ông cũng là Chi Ủy viên Chi bộ Vụ Tư pháp, Phó Bí thư Ban Chấp hành Đoàn cơ quan Văn phòng Quốc hội, rồi được bổ nhiệm vào ngạch Chuyên viên chính giai đoạn này, đến tháng 10 năm 2015 thì nhậm chức Phó Vụ trưởng Vụ Tư pháp.
Tháng 12 năm 2017, Nguyễn Danh Tú được bổ nhiệm làm Giám đốc Trung tâm Nghiên cứu khoa học lập pháp của Viện Nghiên cứu lập pháp thuộc Ủy ban Thường vụ Quốc hội, là Ủy viên Hội đồng khoa học của Viện Nghiên cứu lập pháp. Bên cạnh đó, ông cũng là Bí thư Đoàn cơ quan Văn phòng Quốc hội từ tháng 8 năm 2018, Thành viên Hội đồng Thi đua – Khen thưởng cơ quan Văn phòng Quốc hội từ tháng 10, Ủy viên hai hội đồng của Văn phòng Quốc hội gồm Hội đồng lương cơ quan, Hội đồng sáng kiến cơ quan từ tháng 11 cùng năm, rồi được bầu vào Ban Chấp hành Đảng bộ cơ quan Văn phòng Quốc hội từ năm 2019, và Ủy viên Ủy ban Kiểm tra Đảng ủy cơ quan Văn phòng Quốc hội từ năm 2020. Năm 2021, ông được Ủy ban Thường vụ Quốc hội giới thiệu tham gia ứng cử đại biểu Quốc hội từ Kiên Giang, thuộc đơn vị bầu cử số 3 gồm thành phố Rạch Giá, Hà Tiên, Phú Quốc, huyện Kiên Lương, Hòn Đất, Giang Thành, rồi trúng cử Đại biểu Quốc hội khóa XV với tỷ lệ 78,53%. Ngày 21 tháng 7 năm 2021, ông được phê chuẩn làm Ủy viên Thường trực Ủy ban Tư pháp của Quốc hội, Phó Chủ tịch Nhóm đại biểu Quốc hội trẻ khóa XV.